# Frederick Cavendish

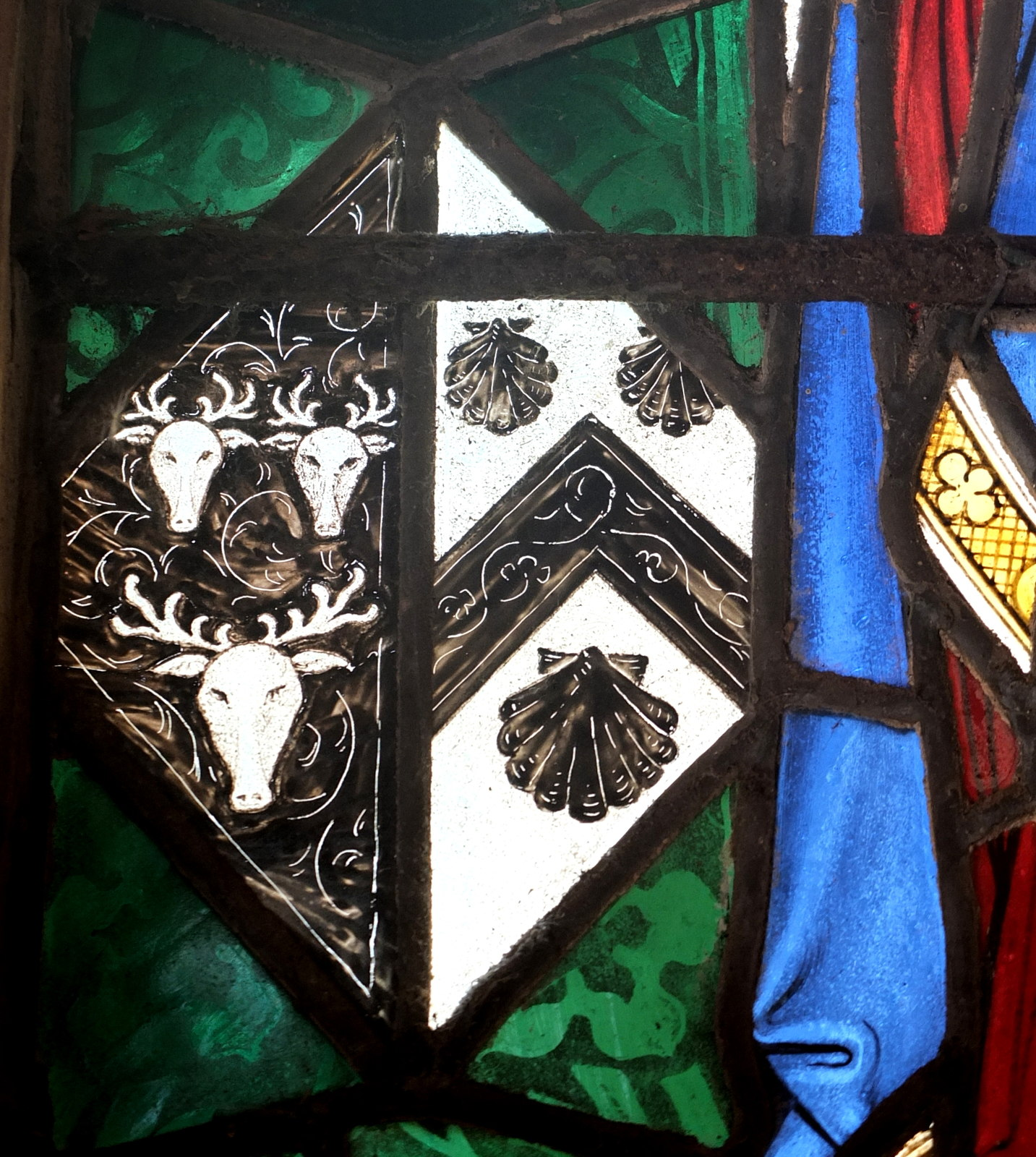
Cavendish impaling Lyttelton, funeral hatchment de Lucy Lyttelton, mujer de Señor Frederick Charles Cavendish, St Deiniol Iglesia, Hawarden, Flintshire, Gales.

Lord Frederick Cavendish, PC (30 de noviembre de 1836-6 de mayo de 1882) fue un político Liberal inglés y protégé del primer ministro William Ewart Gladstone. Cavendish fue nombrado Secretario Jefe para Irlanda en mayo de 1882 pero fue asesinado sólo unas pocas horas después de su llegada a Dublín, en los conocidos como crímenes del Phoenix Park.

## Contexto y educación
Nacido en Compton Place, Eastbourne, Sussex, Cavendish era el segundo hijo  de William Cavendish, duque de Devonshire, y su esposa Blanche Howard, cuarta hija de George Howard, conde de Carlisle, y hermano de Spencer Cavendish, duque de Devonshire, que también había sido Secretario Jefe. Cavendish, después de ser educado en casa, se matriculó en 1855 en el Trinity College de Cambridge, donde de graduó en1858, tras lo que sirvió como corneta en la tropa de caballería Yeomanry del duque de Lancaster.

## Carrera política
Entre 1859 y 1864 Cavendish fue secretario personal de Lord Granville. Viajó a Estados Unidos durante 1859 y 1860, y a España en 1860. Fue elegido al parlamento como Liberal por la Northern División of the West Riding of Yorkshire el 15 de julio de 1865, cargo que retuvo hasta su muerte. Después de servir como secretario personal del primer ministro, William Ewart Gladstone, de julio de 1872 a agosto de 1873 pasó a ser Lord Tesorero junior, y ocupó ese puesto hasta la renuncia del ministerio. Fue Secretario de Finanzas del Tesoro entre abril de 1880 y mayo de 1882, cuando, tras la dimisión de William Edward Forster, Secretario Jefe del Lord teniente de Irlanda, fue nombrado para sucederle.
En compañía del Lord Teniente, John Spencer, viajó a Dublín, y juró su cargo de Secretario en el Castillo de Dublín, el 6 de mayo de 1882; pero esa misma tarde, mientras daba un paseo por Phoenix Park en compañía de Thomas Henry Burke, Vicesecretario Permanente, fue atacado por la espalda por un grupo de nacionalistas irlandeses extremistas conocidos como los Invencibles nacionales irlandeses, que asesinaron a ambos a puñaladas. El acontecimiento fue conocido como los asesinatos de Phoenix Park. Su cuerpo fue repatriado y enterrado en el cementerio de la Iglesia de San Pedro de Edensor, cerca de Chatsworth, el 11 de mayo, donde 300 miembros de la Cámara de los Comunes y otras 30,000 personas acompañaron al féretro. El juicio de los asesinos en 1883 hizo evidente que la muerte de Cavendish no fue premeditada y que los asesinos no habían reconocido a Cavendish; el plan era asesinar a Burke, y Cavendish murió porque estaba junto a él.

## Familia
Cavendish se había casado el 7 de junio de 1864 con Lucy Caroline Lyttelton, segunda hija de George Lyttelton, Barón Lyttelton, nieta de Sir Stephen Glynne y sobrina de Catherine, esposa de William Ewart Gladstone. Fue dama de honor de la Reina.

Una estatua de Cavendish puede contemplarse en la plaza detrás del ayuntamiento de Barrow-in-Furness, donde su padre invirtió fuertemente en industrias locales. Una ventana en la memoria de Cavendish fue colocada en la iglesia de Santa Margarita en Westminster, sufragada por la Cámara de los Comunes. Su imponente tumba en mármol de Carrara blanco puede verse en Cartmel Priory, Cumbria. Hay también una fuente conmemorativa en su honor en la abadía de Bolton.

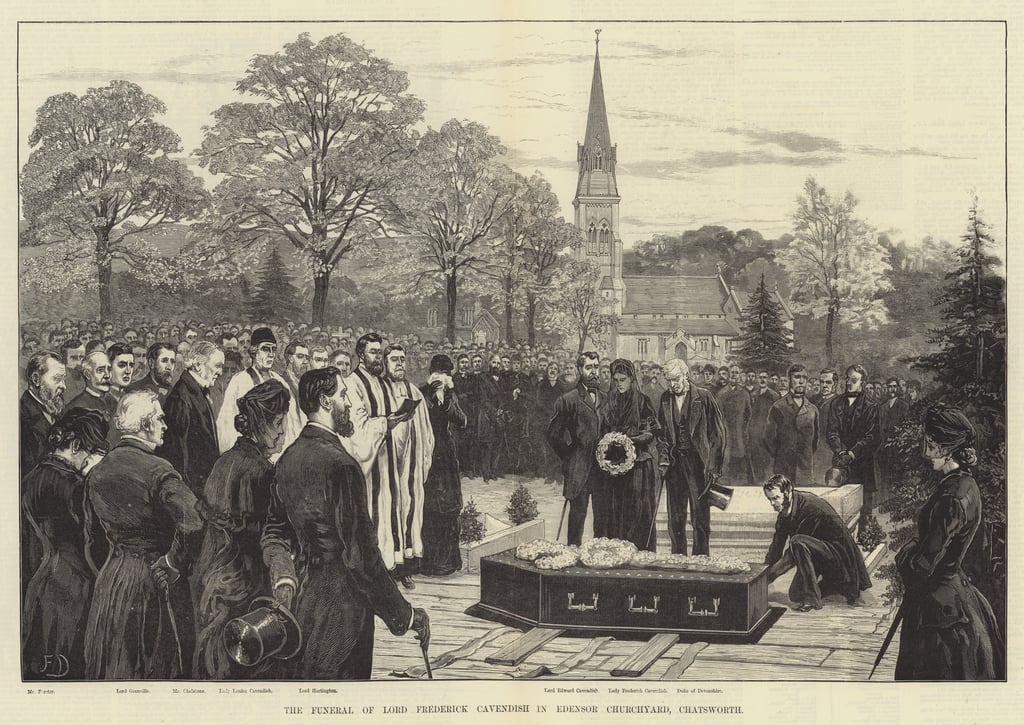
Funeral de Lord Frederick Charles Cavendish en St Peter's Churchyard, Edensor.
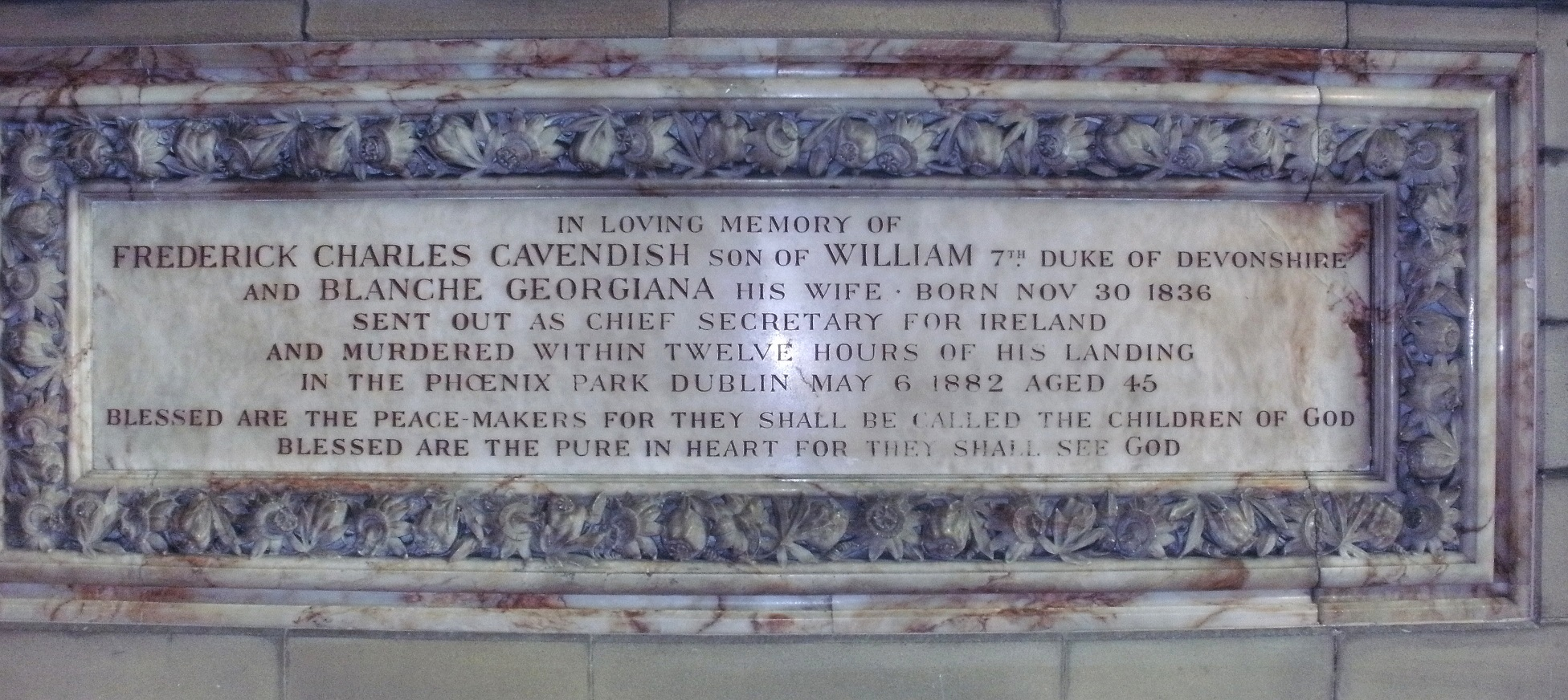
St Peter's Church, Edensor - Memorial de Lord Frederick Charles Cavendish.
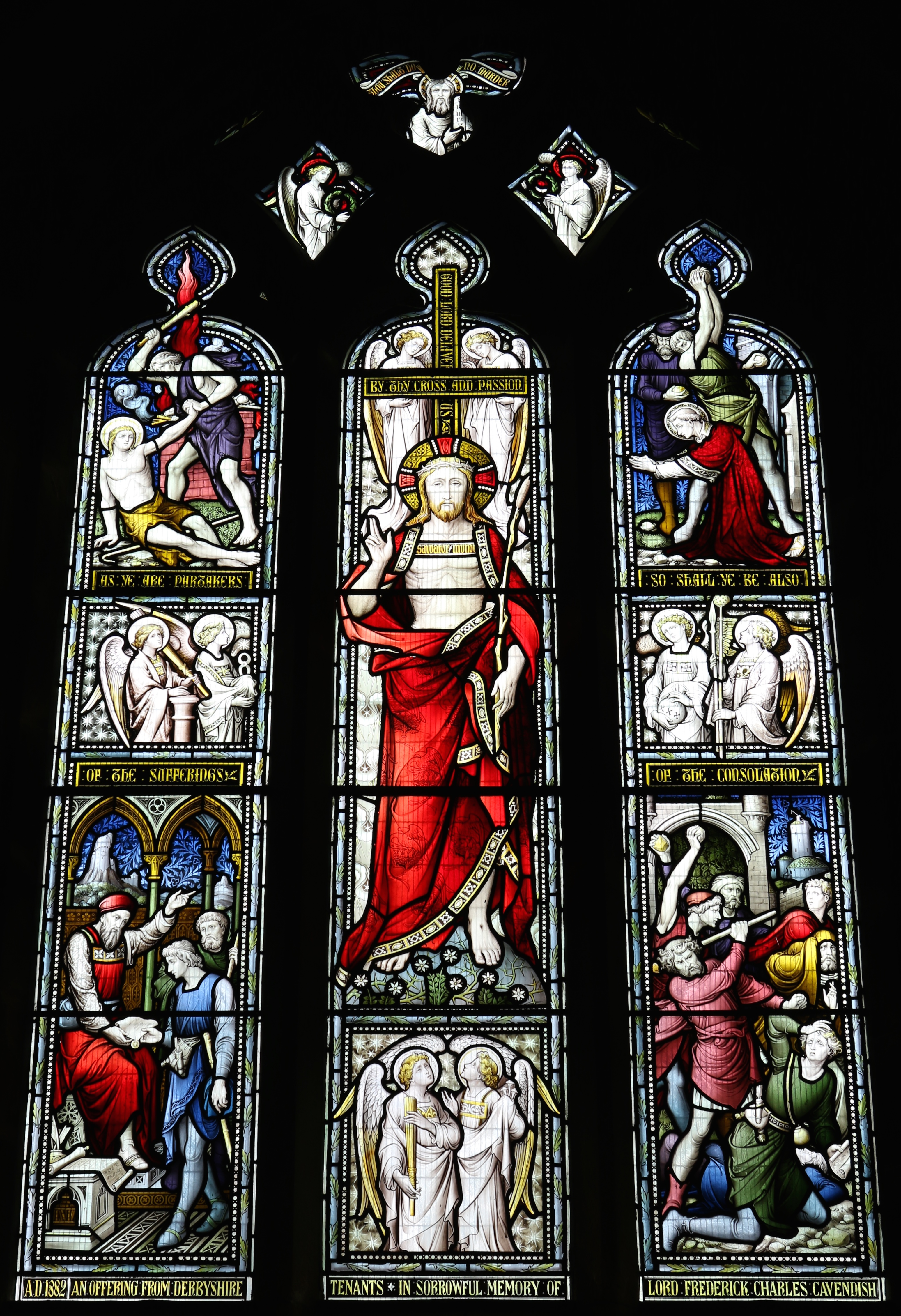
Ventana erigida en su memoria en St Peter's Church, Edensor realizada por Hardman & Co. en 1882.
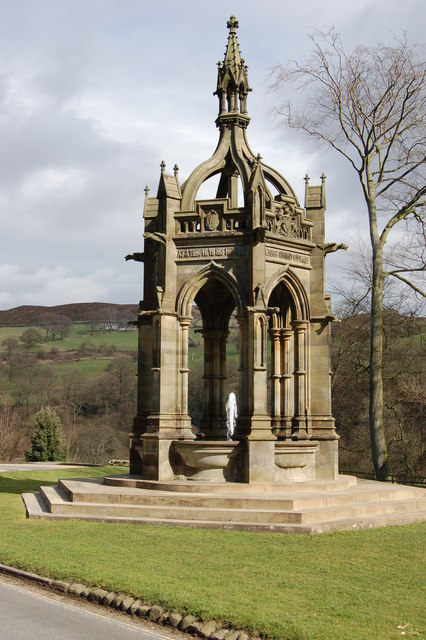
Memoria de Cavendish en la abadía de Bolton.
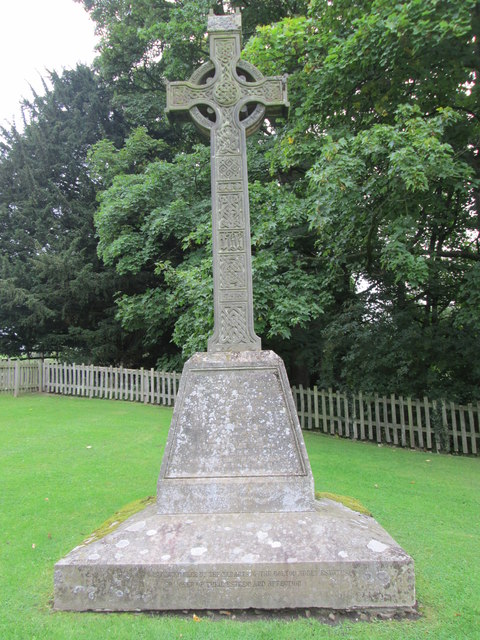
Memorial de Cavendish en la abadía de Bolton erigido por los arrendatarios de la propiedad.
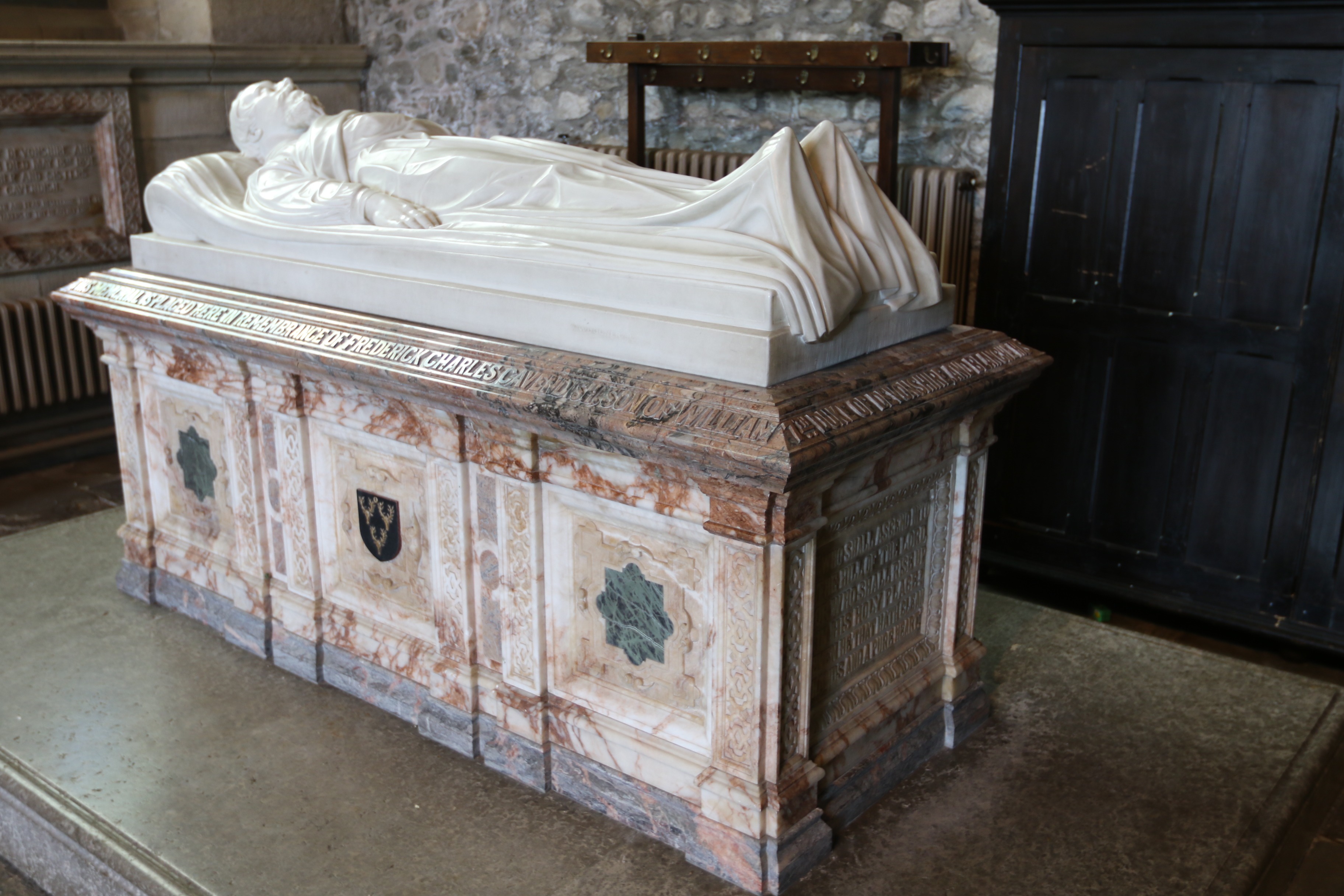
Tumba de mármol de Carrara en Cartmel Priory.